# Adventure Rupes
L'Adventure Rupes è una struttura geologica della superficie di Mercurio.